# Анна Мстиславна
Анна Мстиславна (ум. после 1252 года) — русская княжна. Дочь князя Мстислава Удатного и крещёной половчанки Марии, дочери хана Котяна.

## Брак с Даниилом Романовичем Галицким
С 1217 или 1219 года супруга Даниила Романовича Галицкого. Брак с Анной подкрепил законность притязаний Даниила на галицкое наследство и устранил соперничество среди Мономаховичей за Галицкое княжество. Вероятно, Мстислав также пообещал сделать своего зятя Даниила наследником и соправителем. Однако этот союз уже в 1221 году дал трещину, так как Даниил не предоставил Мстиславу помощи в борьбе за Галич. После этого Мстислав начал искать нового наследника, которым, по совету бояр стал венгерский королевич Андраш, женившийся на второй дочери Мстислава — Марии .

## Дети

### Сыновья
- Ираклий Данилович (около 1223 — около 1240)
- Лев I Данилович (около 1228 — около 1301) — князь Белзский (1245—1264), Галицкий (1264—1301); перенёс столицу во Львов
- Роман Данилович (? — 1258/1260) — князь Луцкий (1265 — 1289), Волынский (с 1289)
- Шварно Данилович (ум. 1269 — похоронен в городе Холм), король Галицкий и великий князь Литовский, 1264—1267 (1268—1269)).
- Мстислав Данилович (? — после 1288) — князь луцкий (1264-после 1288)

### Дочери
- Переяслава Даниловна (ум. 12 апреля 1283), замужем за князем Земовитом I Мазовецким
- Анастасия Даниловна (ум. около 1277), замужем за суздальским князем Андреем Ярославовичем с 1250 (1251).
- София Даниловна (ум. около 1290), замужем за Генрихом V, графом Шварцбург-Бланкенбургским.